# Vasilīs Gkoumas
Vasilīs Gkoumas (in greco Βασίλης Γκούμας?; Atene, 15 novembre 1946) è un ex cestista greco.

## Carriera
Con la Grecia ha disputato quattro edizioni dei Campionati europei (1967, 1969, 1973, 1975).